# Saint-Baslemont
Saint-Baslemont est une commune française située dans le département des Vosges en région Grand Est.
Ses habitants sont appelés les Saint-Baslemontais.

## Géographie

### Localisation
La commune est à 2,0 km de Thuillières, 4,2 de Lignéville et 4,3 de Provenchères-lès-Darney.

### Géologie et relief
Espaces naturels :
- Trois zones naturelles d'intérêt écologique, faunistique et floristique (Znieff) :

Sources Les Aulnes à Thuillières,
Ruisseau de Bonneval à Saint-Baslemont,
Vôge et Bassigny.

### Hydrographie et les eaux souterraines
Hydrogéologie et climatologie : Système d’information pour la gestion des eaux souterraines du bassin Rhin-Meuse :
Territoire communal : Occupation du sol (Corinne Land Cover); Cours d'eau (BD Carthage),
Géologie : Carte géologique; Coupes géologiques et techniques,
 Hydrogéologie : Masses d'eau souterraine; BD Lisa; Cartes piézométriques.

#### Réseau hydrographique
La commune est située pour partie dans le bassin versant de la Meuse au sein du bassin Rhin-Meuse et pour partie dans le bassin versant de la Saône au sein du bassin Rhône-Méditerranée-Corse. Elle est drainée par le ruisseau de Thuillières, le ruisseau du Bois le Comte, le ruisseau de Bonneval et le ruisseau Jean Veaulot,.
Le ruisseau de Thuillières, d'une longueur totale de 10,8 km, prend sa source dans la commune  et se jette dans la Saône à Bonvillet, après avoir traversé quatre communes.

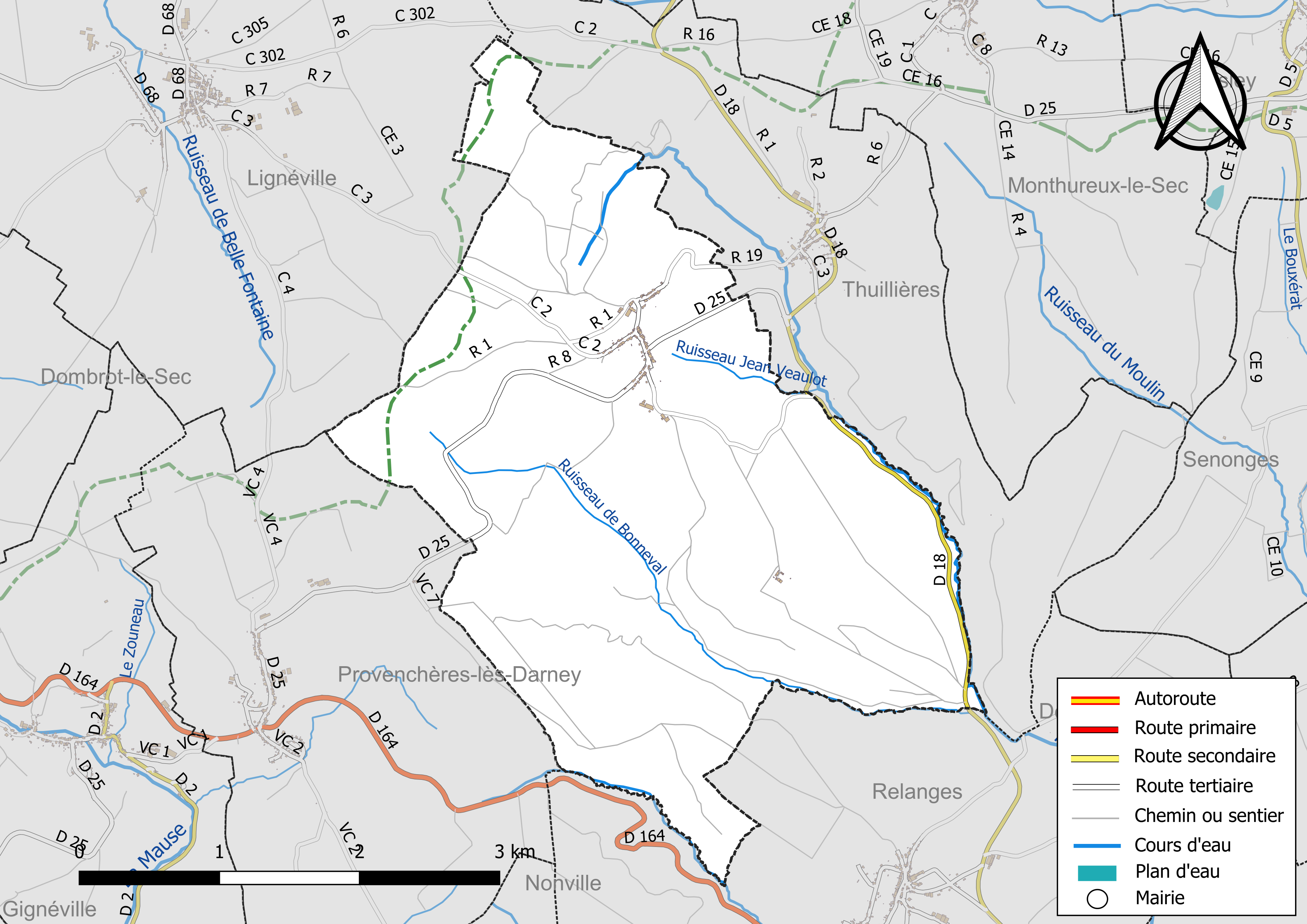
Réseaux hydrographique et routier de Saint-Baslemont.

#### Gestion et qualité des eaux
Le territoire communal est couvert par le schéma d'aménagement et de gestion des eaux (SAGE) « Nappe des Grès du Trias Inférieur ». Ce document de planification, dont le territoire comprend le périmètre de la zone de répartition des eaux de la nappe des Grès du trias inférieur (GTI), d'une superficie de 1 497 km2,  est en cours d'élaboration. L’objectif poursuivi est de stabiliser les niveaux piézométriques de la nappe des GTI et atteindre l'équilibre entre les prélèvements et la capacité de recharge de la nappe. Il doit être cohérent avec les objectifs de qualité définis dans les SDAGE Rhin-Meuse et Rhône-Méditerranée. La structure porteuse de l'élaboration et de la mise en œuvre est le conseil départemental des Vosges.
La qualité des eaux de baignade et des cours d’eau peut être consultée sur un site dédié géré par les agences de l’eau et l’Agence française pour la biodiversité.

### Climat
Pour des articles plus généraux, voir Climat du Grand Est et Climat des Vosges.
En 2010, le climat de la commune est de type climat de montagne, selon une étude du Centre national de la recherche scientifique s'appuyant sur une série de données couvrant la période 1971-2000. En 2020, Météo-France publie une typologie des climats de la France métropolitaine dans laquelle la commune est dans une zone de transition entre le climat océanique altéré et le climat océanique altéré et est dans la région climatique  Lorraine, plateau de Langres, Morvan, caractérisée par un hiver rude (1,5 °C), des vents modérés et des brouillards fréquents en automne et hiver. 
Pour la période 1971-2000, la température annuelle moyenne est de 9,5 °C, avec une amplitude thermique annuelle de 17 °C. Le cumul annuel moyen de précipitations est de 1 050 mm, avec 13,9 jours de précipitations en janvier et 9,6 jours en juillet. Pour la période 1991-2020, la température moyenne annuelle observée sur la station météorologique de Météo-France la plus proche, « Lignéville », sur la commune de Lignéville à 3 km à vol d'oiseau, est de 10,3 °C et le cumul annuel moyen de précipitations est de 856,3 mm. 
La température maximale relevée sur cette station est de 38,7 °C, atteinte le 25 juillet 2019 ; la température minimale est de −17,5 °C, atteinte le 20 décembre 2009,,. 
Les paramètres climatiques de la commune ont été estimés pour le milieu du siècle (2041-2070) selon différents scénarios d'émission de gaz à effet de serre à partir des nouvelles projections climatiques de référence DRIAS-2020. Ils sont consultables sur un site dédié publié par Météo-France en novembre 2022.

## Urbanisme

### Typologie
Au 1er janvier 2024, Saint-Baslemont est catégorisée commune rurale à habitat dispersé, selon la nouvelle grille communale de densité à sept niveaux définie par l'Insee en 2022.
Elle est située hors unité urbaine. Par ailleurs la commune fait partie de l'aire d'attraction de Vittel - Contrexéville, dont elle est une commune de la couronne,. Cette aire, qui regroupe 72 communes, est catégorisée dans les aires de moins de 50 000 habitants,.

### Occupation des sols
L'occupation des sols de la commune, telle qu'elle ressort de la base de données européenne d’occupation biophysique des sols Corine Land Cover (CLC), est marquée par l'importance des forêts et milieux semi-naturels (54,2 % en 2018), une proportion identique à celle de 1990 (54,2 %). La répartition détaillée en 2018 est la suivante : 
forêts (54,2 %), prairies (29,5 %), terres arables (11,5 %), zones agricoles hétérogènes (4,8 %). L'évolution de l’occupation des sols de la commune et de ses infrastructures peut être observée sur les différentes représentations cartographiques du territoire : la carte de Cassini (XVIIIe siècle), la carte d'état-major (1820-1866) et les cartes ou photos aériennes de l'IGN pour la période actuelle (1950 à aujourd'hui).

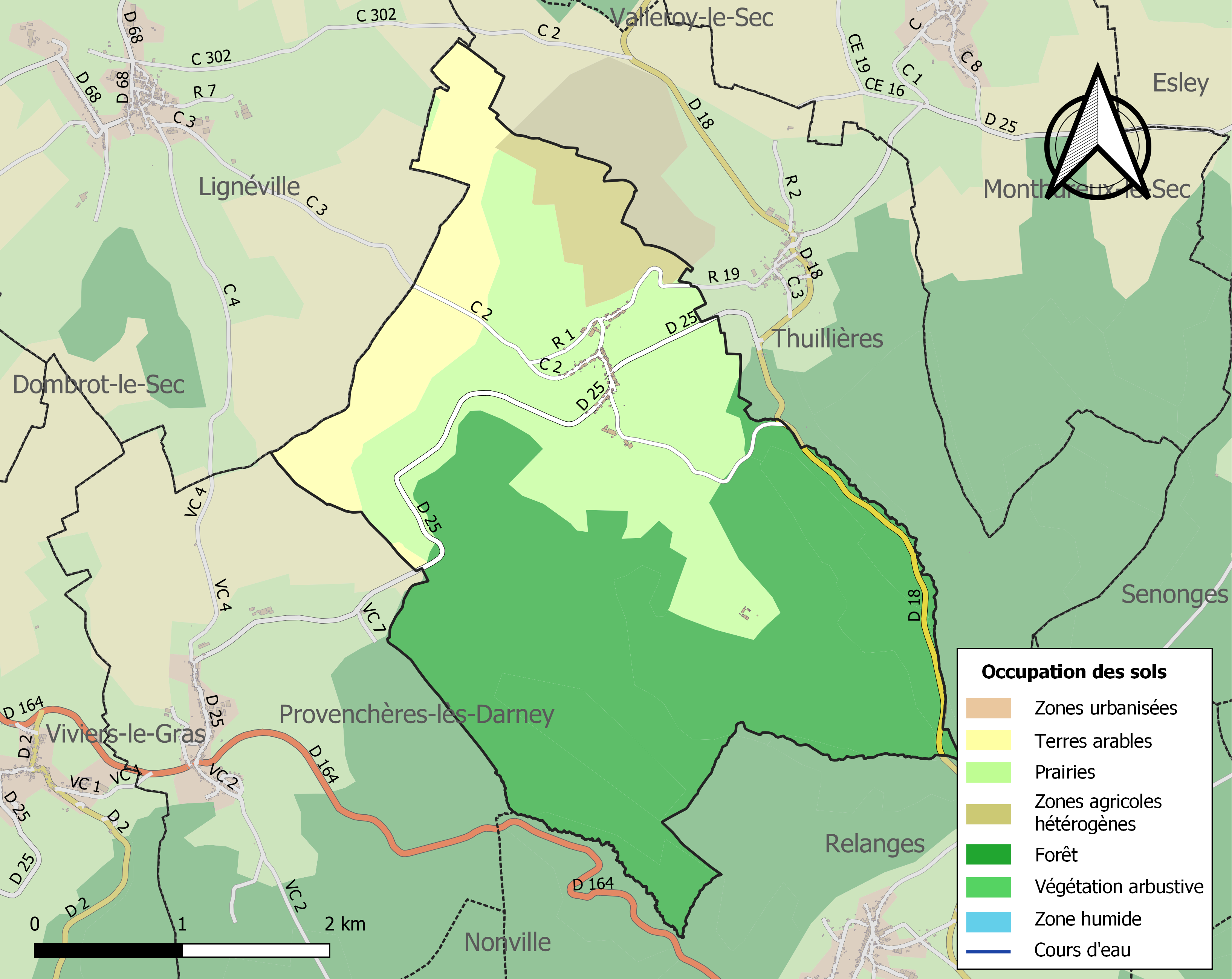
Carte des infrastructures et de l'occupation des sols de la commune en 2018 (CLC).

### Voies de communications et transports

#### Voies routières
- Autoroute A31 : Échangeurs Bulgnéville, Châtenois, Robécourt.

#### Transports en commun

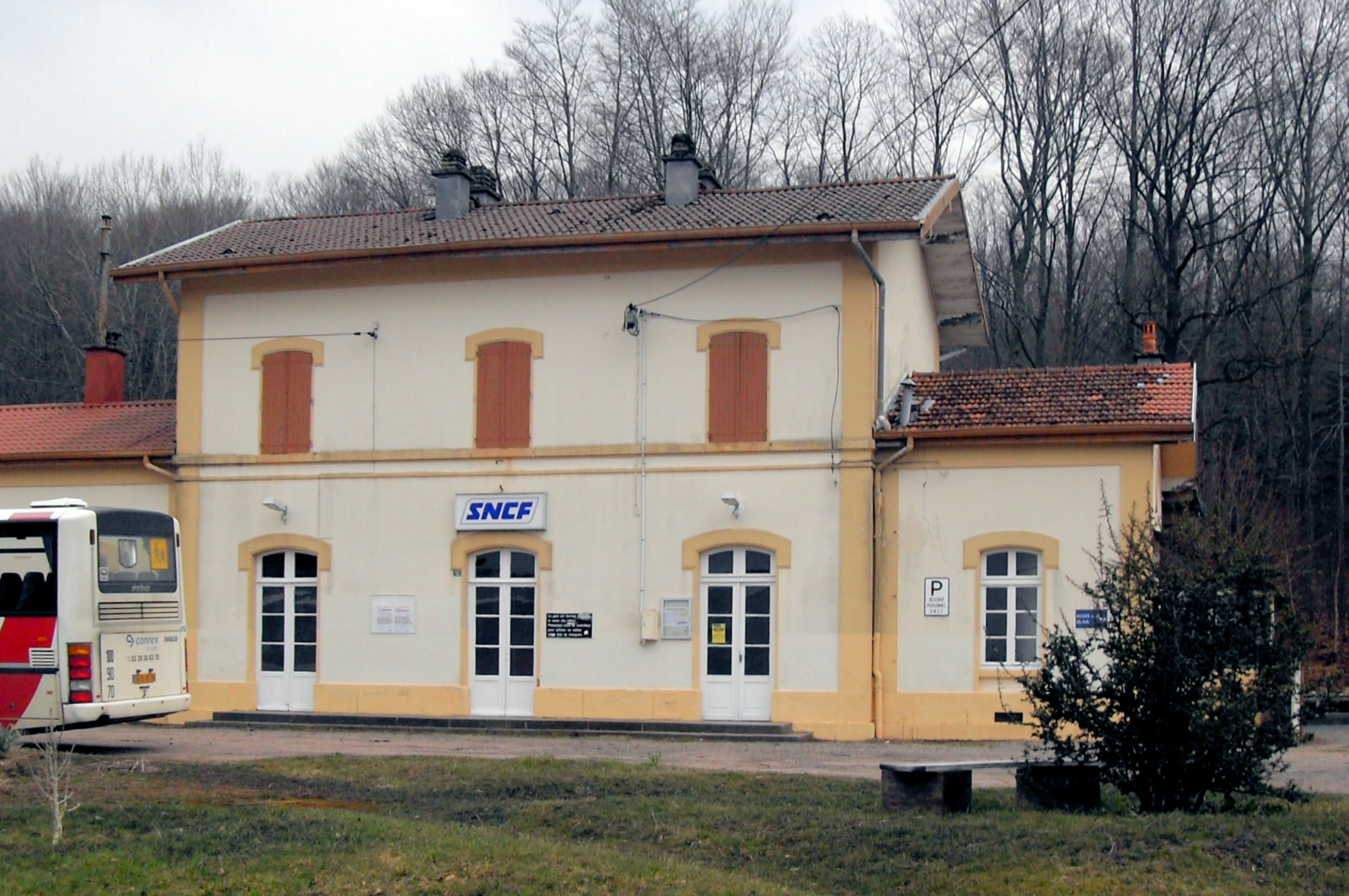
Gare de Bains-les-Bains.

- Fluo Grand Est.

#### Lignes SNCF
- Gare de Bains-les-Bains
- Gare de Contrexéville
- Gare de Vittel

## Toponymie
Le nom de la localité est attesté sous les formes O. de Sancti Basuli monte (1101) ; V. de Sancti Basolimonte (1122) ; H. de Sancti Baslemonte (avant 1125) ; G. de Saint Baslemunt (1177) ; Dominus Vivianus de Seintbailemont (avant 1193) ; H. de Sancto Basolomonte (1256) ; G. de Senbaillemont (1261) ; Saint Ballemont (1265) ; Seint Baillemont (1293) ; Sanct Ballemont (1355) ; Saint Bellemont (1427) ; « Les deux villes desus et desouz ledit chastel de Saint Baslemont » (1471) ; Saint Balemont (1656) ; S. Bellemont (XVIIe siècle) ; Saint Balmont (1738).

Saint-Baslemont est un hagiotoponyme, la commune doit son nom à saint Basle de Verzy, ermite du VIe siècle, évangélisateur de la Champagne et de la Lorraine.

## Histoire
En 1635, les Suédois assiègent le château mais sont repoussés par l'épouse du seigneur Jean-Jacques de Haraucourt, Alberte-Barbe d'Ernecourt, appelée l'Amazone chrétienne.

## Politique et administration
| Période                                  | Période    | Identité                  | Étiquette | Qualité      |
| ---------------------------------------- | ---------- | ------------------------- | --------- | ------------ |
| Les données manquantes sont à compléter. |            |                           |           |              |
| mars 1983                                | mars 1989  | Yves Vaillant (1943-2021) |           |              |
| mars 1989                                | mars 1994  |                           |           |              |
| mars 1994                                | mars 2001  | Guy Riondé (1946-2016)    |           | Entrepreneur |
| mars 2001                                | avril 2014 | Yves Vaillant (1943-2021) |           |              |
| avril 2014                               | En cours   | Pascal Boyé               |           | [ 20 ]       |

### Budget et fiscalité 2022

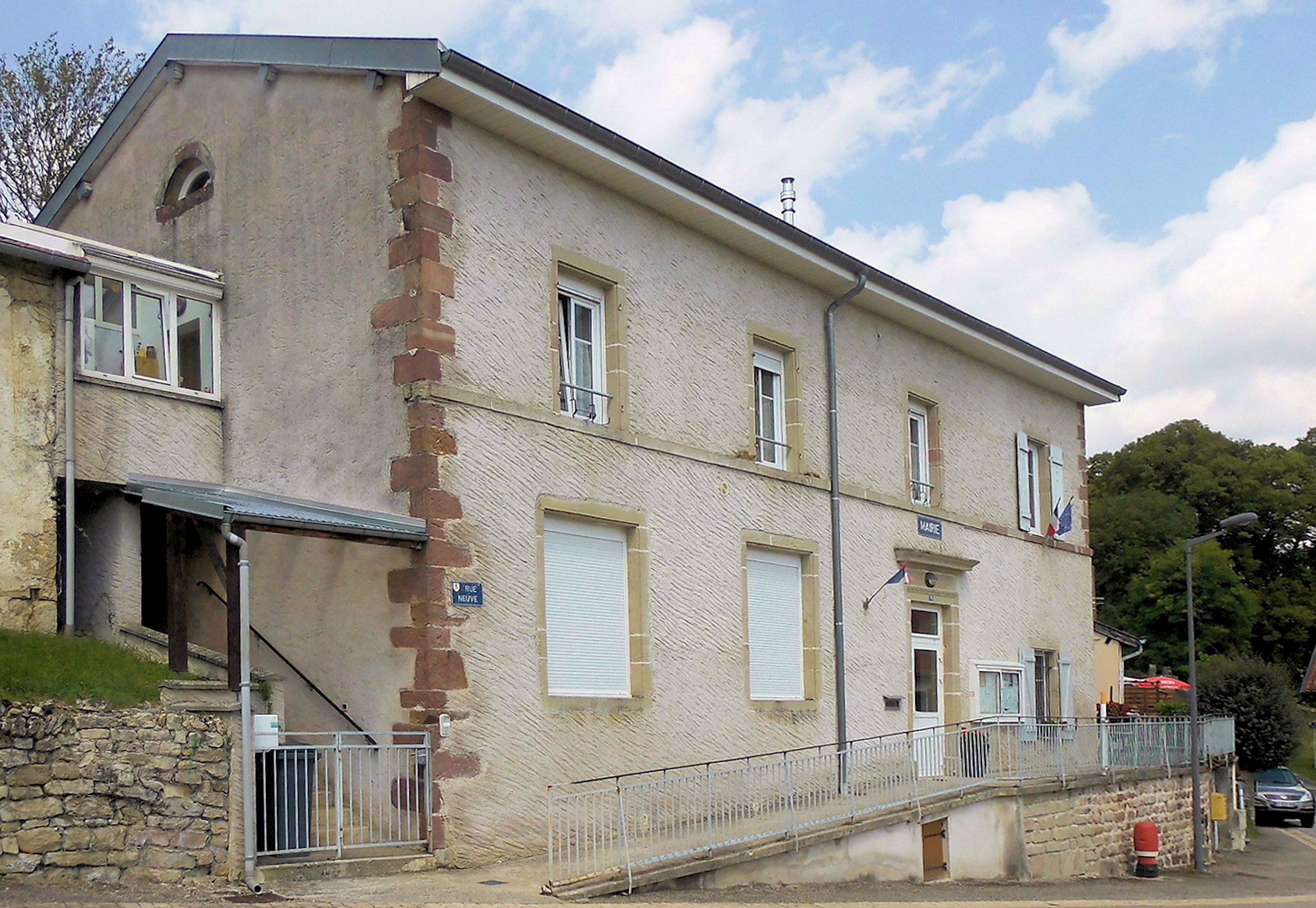
La mairie.

En 2022, le budget de la commune était constitué ainsi :
- total des produits de fonctionnement : 92 000 €, soit 1 164 € par habitant ;
- total des charges de fonctionnement : 59 000 €, soit 749 € par habitant ;
- total des ressources d'investissement : 12 000 €, soit 146 € par habitant ;
- total des emplois d'investissement : 28 000 €, soit 361 € par habitant ;
- endettement : 96 000 €, soit 1 211 € par habitant.

Avec les taux de fiscalité suivants :
- taxe d'habitation : 17,62 % ;
- taxe foncière sur les propriétés bâties : 37,90 % ;
- taxe foncière sur les propriétés non bâties : 18,84 % ;
- taxe additionnelle à la taxe foncière sur les propriétés non bâties : 0,00 % ;
- cotisation foncière des entreprises : 0,00 %.

Chiffres clés Revenus et pauvreté des ménages en 2021 : médiane en 2021 du revenu disponible, par unité de consommation.

## Économie

### Entreprises et commerces

#### Agriculture
- Culture de céréales, de légumineuses et de graines oléagineuses.
- Culture et élevage associés.
- Élevage de vaches laitières.
- Élevage d'ovins et de caprins.
- Culture de fruits à pépins et à noyau.

#### Tourisme
- Hébergements et restauration à Vittel, Dombasle-devnt-Darney, Contrexéville, Claudon, Monthureux-sur-Saône.

#### Commerces
- Commerces et services de proximité.
- Distillerie[23].

## Population et société

### Démographie

#### Évolution démographique
L'évolution du nombre d'habitants est connue à travers les recensements de la population effectués dans la commune depuis 1793. Pour les communes de moins de 10 000 habitants, une enquête de recensement portant sur toute la population est réalisée tous les cinq ans, les populations de référence des années intermédiaires étant quant à elles estimées par interpolation ou extrapolation. Pour la commune, le premier recensement exhaustif entrant dans le cadre du nouveau dispositif a été réalisé en 2007.

En 2022, la commune comptait 84 habitants, en évolution de +5 % par rapport à 2016 (Vosges : −2,96 %, France hors Mayotte : +2,11 %).
| 1793 | 1800 | 1806 | 1821 | 1831 | 1836 | 1841 | 1846 | 1856 |
| ---- | ---- | ---- | ---- | ---- | ---- | ---- | ---- | ---- |
| 254  | 320  | 326  | 313  | 297  | 314  | 351  | 360  | 288  |

| 1861 | 1866 | 1876 | 1881 | 1886 | 1891 | 1896 | 1901 | 1906 |
| ---- | ---- | ---- | ---- | ---- | ---- | ---- | ---- | ---- |
| 311  | 302  | 290  | 274  | 271  | 314  | 294  | 262  | 232  |

| 1911 | 1921 | 1926 | 1931 | 1936 | 1946 | 1954 | 1962 | 1968 |
| ---- | ---- | ---- | ---- | ---- | ---- | ---- | ---- | ---- |
| 218  | 175  | 180  | 164  | 158  | 140  | 137  | 149  | 141  |

| 1975 | 1982 | 1990 | 1999 | 2006 | 2007 | 2012 | 2017 | 2022 |
| ---- | ---- | ---- | ---- | ---- | ---- | ---- | ---- | ---- |
| 136  | 124  | 89   | 79   | 89   | 90   | 80   | 80   | 84   |

### Enseignement
Établissements d'enseignements :
- Écoles maternelles et primaires à Viviers-le-Gras, Dombrot-le-Sec, Darney, Vittel, Haréville.
- Collèges à Vittel, Contrexéville, Monthureux-sur-Saône, Mandres-sur-Vair, Martigny-les-Bains.
- Lycées à Contrexéville, Mandres-sur-Vair, Harol, Mirecourt.

### Santé
Professionnels et établissements de santé :
- Médecins à Vittel, Contrexéville, Darney, Remoncourt, Lerrain, Monthureux-sur-Saône.
- Pharmacies à Vittel, Contrexéville, Darney, Remoncourt, Lerrain, Monthureux-sur-Saône, Hennezel, Bulgnéville.
- Hôpitaux à Vittel, Ville-sur-Illon.

### Cultes
- Culte catholique, Paroisse Saint-Basle-de-la-Plaine[30], Diocèse de Saint-Dié.

## Culture locale et patrimoine

### Lieux et monuments

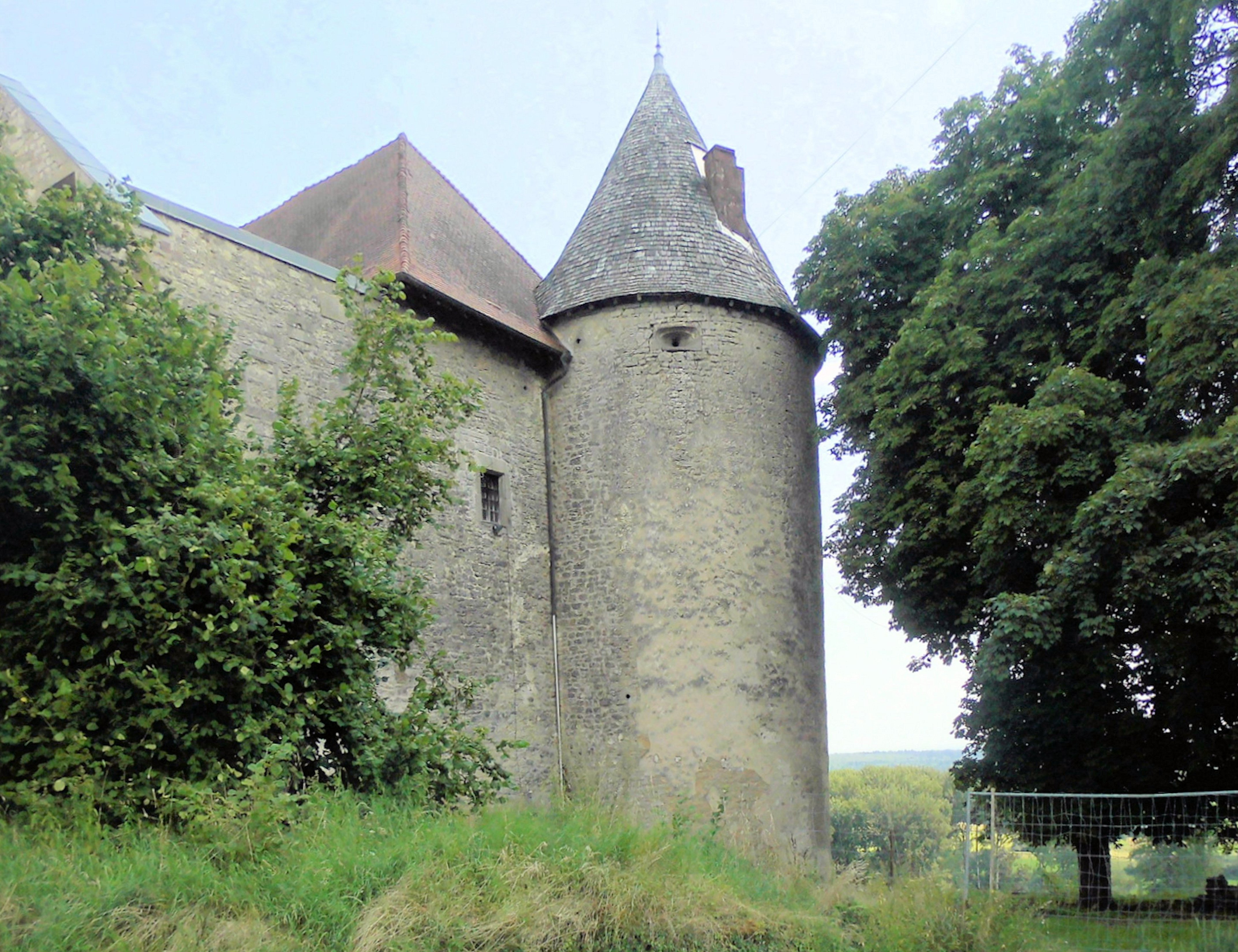
Le château côté sud-ouest.
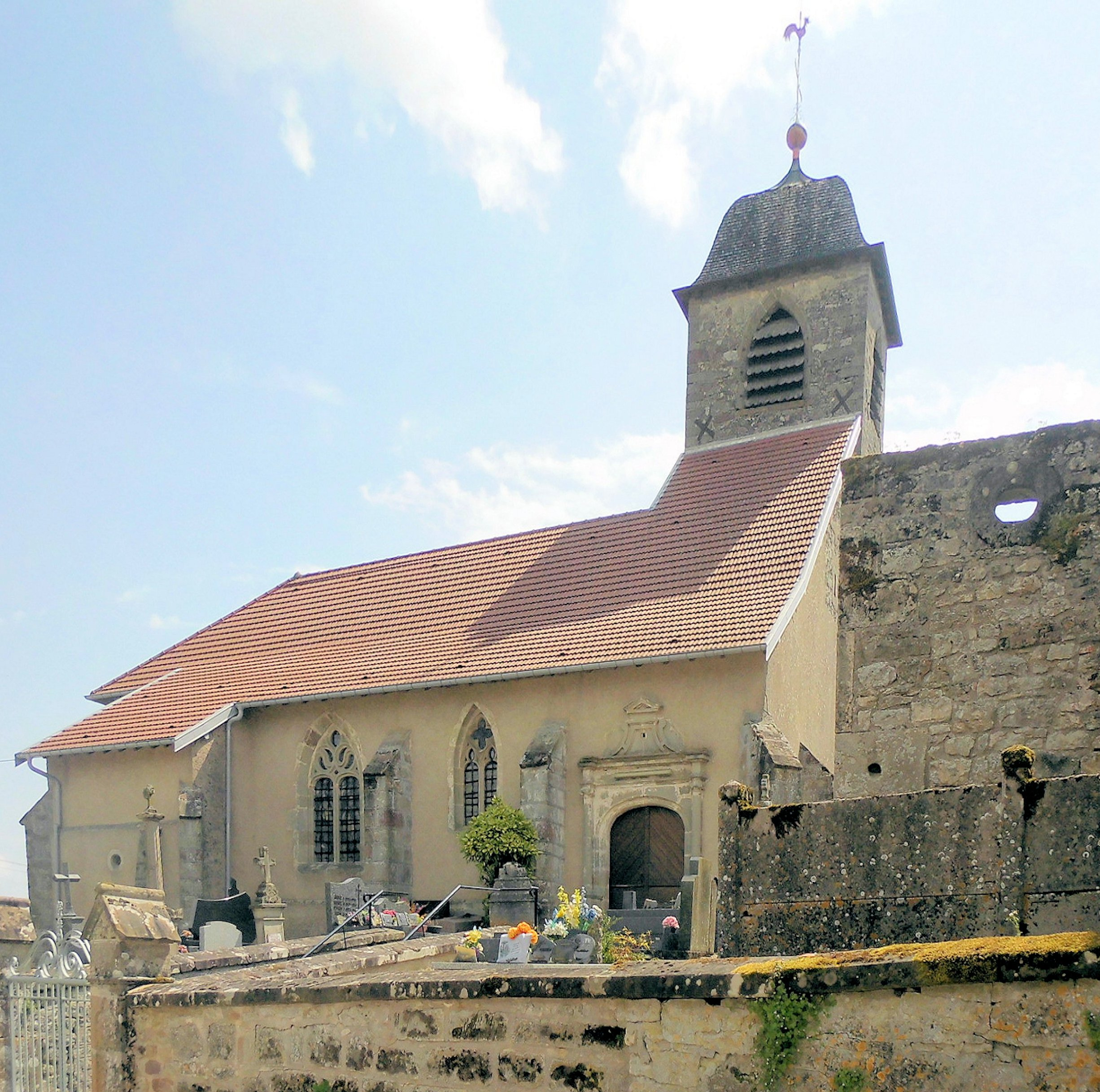
L'église Saint-Jean-Baptiste.
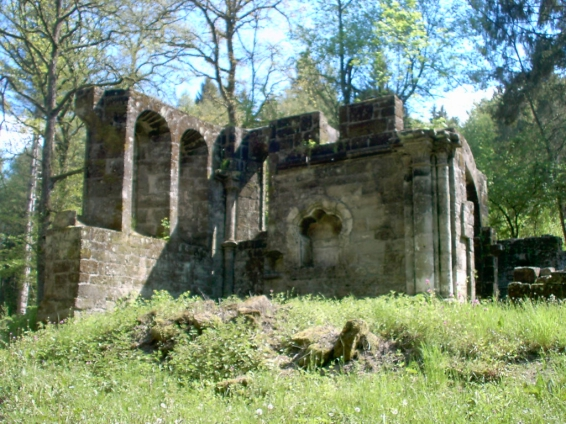
Les ruines du prieuré.
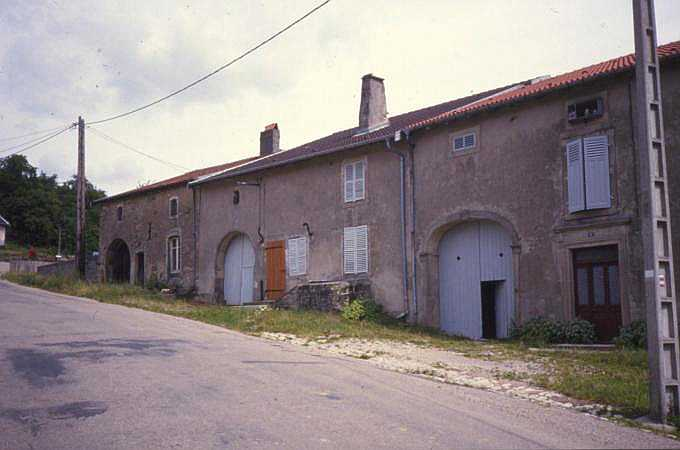
Maisons traditionnelles.

- Présence paléolithique : racloirs du moustérien[31], de tradition acheuléenne[32].
- Châtelet[33], camp celtique : plusieurs tumulus, dolmen, roches à bassin, pierre levée, mur gaulois.
- Présence romaine : passage de la voie de Langres à Strasbourg[34].
- Restes de l'enceinte du village.
- Château de Saint-Baslemont, XIe siècle, remanié XVIe – XVIIe siècle (inscrit sur l'inventaire supplémentaire des monuments historiques[35]), en cours de restauration : corps de logis flanqué de 2 tours à poivrières XVIIe siècle ; parc à la française[36].
- Tours Séchelles, fortifications XIe siècle détruites au XVIIe siècle : restes de deux tours[37].
- Patrimoine architectural rural recensé par le service de l'Inventaire général du patrimoine culturel[38].

Fontaine.
Patrimoine religieux :
- Église Saint-Jean-Baptiste[40], ancienne chapelle castrale (XVIe siècle) : 2 chapelles latérales[41].

Patrimoine mobilier :
* retable des 12 Apôtres XVIe siècle en pierre,
* saint Jean-Baptiste XIVe siècle en pierre,
* bas-relief de Notre-Dame-de-Lorette XVIe siècle,
* autel en bois doré XVIIIe siècle.
- Ruines du prieuré de Bonneval[45], XIIe – XIIIe siècle (ancienne annexe du prieuré d'Hérival[46], au Val d'Ajol)[47].
- Chapelle 1860 Notre-Dame-des-Neiges : tombe en ruine.

### Personnalités liées à la commune
- Jean-Jacques de Haraucourt (vers 1600-1644), seigneur de Saint-Baslemont, colonel d'infanterie.
- Barbe Alberte d'Ernecourt, dame de Saint-Baslemont (1607-1660), son épouse, héroïne lorraine de la guerre de Trente Ans, connue encore sous le nom d’Amazone chrétienne.

### Héraldique

Armes de la famille de Haraucourt.

| Blason de Saint-Baslemont | Blason  | D'argent à un lion de sable, couronné d'or, armé et lampassé de gueules.                                                                                    |
| Blason de Saint-Baslemont | Détails | Reprend le lion présent dans les armes de la famille de Haraucourt, longtemps seigneur de Saint-Baslemont. Le statut officiel du blason reste à déterminer. |

## Pour approfondir